# Broken Social Scene
Broken Social Scene ist eine 1999 gegründete kanadische Indie-Rock-Band aus Toronto.

## Geschichte

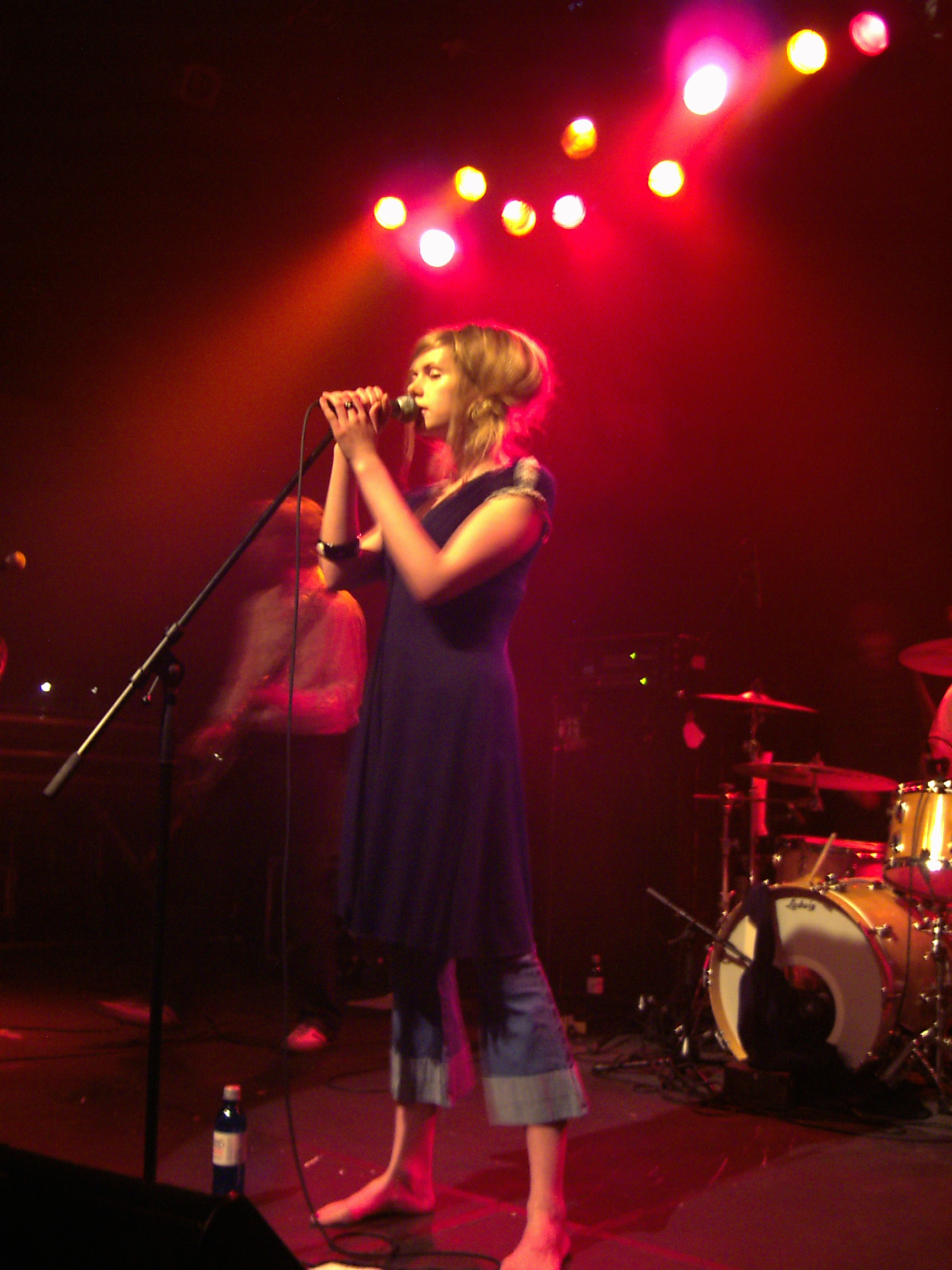
Lisa Lobsinger (2005)

Kernmitglieder sind Kevin Drew von K.C. Accidental und Brendan Canning, die 2001 das Debütalbum der Band, Feel Good Lost, herausbrachten. Hierbei handelte es sich um ein fast ausschließlich instrumentales Post-Rock-Album. 
In der Folgezeit scharten sie mehrere Musiker der kanadischen Musikszene um sich, darunter Andrew Whiteman, den Gründer von Apostle of Hustle, und Leslie Feist, und veröffentlichten schließlich im Herbst 2002 als elfköpfige Gruppe You Forgot It in People. Dieses von Kritikern hochgelobte Album bedeutete zugleich den kommerziellen Durchbruch der Band. Es gewann 2003 einen Juno Award für das beste Alternative-Album.
In Deutschland erscheinen die Platten auf dem Label City Slang. Das Album Forgiveness Rock Record erschien am 4. Mai 2010. Produziert wurde das Werk von John McEntire in Chicago und Toronto. Als Gäste sind befreundete Bands wie Stars, Metric, The Sea and Cake und The Weakerthans ebenfalls auf dem Album vertreten.

## Diskografie
Alben
- 2001: Feel Good Lost
- 2002: You Forgot It in People
- 2004: Bee Hives (B-Seiten und Remixes)
- 2005: Broken Social Scene
- 2010: Forgiveness Rock Record
- 2017: Hug of Thunder
- 2020: Live at Third Man Records
- 2022: Old Dead Young (B-Sides & Rarities)
- 2022: Live at the Phoenix Concert Theatre

Singles (Auswahl)
- 2003: Cause=Time
- 2006: 7/4 (Shoreline)
- 2006: Fire Eye’d Boy
- 2010: Forced to Love
- 2010: World Sick
- 2017: Hug of Thunder
- 2017: Halfway Home
- 2017: Skyline
- 2017: Stay Happy
- 2018: Old Dead Young
- 2019: Can’t Find My Heart